# 小林好宏
小林 好宏（こばやし よしひろ、1935年2月9日 - 2013年12月22日）は、日本の経済学者。経済学博士（北海道大学）。北海道大学名誉教授。元北海道武蔵女子短期大学学長。北海道生まれ。恩師は新川士郎。

## 来歴
1957年北海道大学経済学部卒業。1962年北海道大学大学院経済学研究科博士課程単位取得満期退学。同年、山口大学経済学部専任講師。1965年北海道大学経済学部助教授。1977年同経済学部教授。1989年北海道大学評議員。1994年同経済学部長。1998年北海道大学停年退官。同名誉教授。札幌大学経営学部教授。2005年札幌大学退職。北海道武蔵女子短期大学学長。2009年（平成21年）北海道武蔵女子短期大学退職。公益財団法人はまなす財団理事長・一般財団法人北海道開発協会会長に就任。2013年、瑞宝中綬章受章。
この他、ポートランド州立大学客員講師、カナダ・セントメリー大学客員講師、北海道総合開発委員会委員、北海道商工業振興審議会会長などを務めた。

## 研究領域
応用経済学や経済政策を専門とし、特に事故と安全の経済分析や芸術市場の経済分析、地域振興方策、観光と地域経済を研究した。
1988年には「ホワイトドーム会」の座長に就任し、のちに実現した札幌ドームの原型となる構想計画に関わった。

## 主要著書
- 安部一成と共著『現代寡占経済論』（東洋経済新報社、1967年）
- 『寡占企業の行動分析』（春秋社、1971年初版・1976年改訂版）
- 三浦収と共編『現代経済学の政策論』（新評論、1980年）
- 川瀬雄也・酒井徹・松本源太郎と共著『近代経済学 : 理論と政策』（中央経済社、1986年）
- 『サービス化社会を読む眼-進むソフト経済の歪み』（中央経済社、1988年）
- 『現代がわかる経済学 : 社会問題に応える理論』（中央経済社、1989年）
- 『いま経済学に求められていること : 実感のない豊かさの現実』（中央経済社、1994年）
- 松本源太郎と共著『経済政策論』（中央経済社、1995年）
- 『サービス経済社会 : ソフト化がもたらす構造変化』（中央経済社、1999年）
- 『公共事業と環境問題』（中央経済社、2003年）
- 『パターナリズムと経済学』（星雲社、2005年）
- 佐藤馨一と共著『北海道開発の役割は終わったのか?』（北海道建設新聞社、2008年）
- 佐藤郁夫と共編『生活見なおし型観光とブランド形成 : 北海道&地域をビジネスにする』（北海道開発協会、2008年）
- 『北海道の経済と開発 : 論点と課題』（北海道大学出版会、2010年）
- 梶井祥子と共編『これからの選択ソーシャル・キャピタル : 地域に住むプライド』（北海道開発協会 、2011年）